# Фрайкунст
«Фрайкунст» («Свободное искусство») — московский еврейский театр-студия. Был основан в 1926 году советским режиссёром Б. И. Вершиловом. В 1927 году по его приглашению Вера Шабшай начала преподавать в студии сценическое движение, и ставила хореографические номера "характерно-еврейские по форме и по сюжету". Театр выезжал на гастроли в Днепропетровск, Зиновьевск, Полтаву, Кременчуг.                                                                                                                                                                                                                                                                                                                                                                                                                                                                                                                                                                                                                                                                                                                                                                                                                                                                                                                                                                                                                                                                                                                     Студия просуществовала до 1930 года . После расформирования театра большая часть его коллектива влилась в состав Киевского ГОСЕТа.

## Репертуар
В этом театре шли спектакли, поставленные по рассказам Шолом-Алейхема, а также спектакли «Гойлом» (по пьесе Г. Лейвика) , «Нафтоле Ботвин», «Гирш Лекерт» (также по либретто Г. Лейвика).

## Состав
Среди актеров театра: М.Ойбельман, Лихтенштейн, Дубровинская, Фридман, Ницберг и Слоним, Альтман, М.Браудо.